# Nelson Carvalho Seixas
Nelson de Carvalho Seixas Rubens (São José do Rio Preto, 16 de dezembro de 1928 - 31 de agosto de 2011, São José do Rio Preto), foi um político brasileiro, foi deputado federal de 1987 a 1990 e em 1995 (suplente para a legislatura de 1991 a 95, assumiu de janeiro a março de 1995). Foi vereador da sua cidade natal de 1972 a 1975.